# Estrano
Estrano é um derivado dos esteroides. Estrenos são os derivados que tem uma ligação dupla.